# تاريخ الملكية في أستراليا

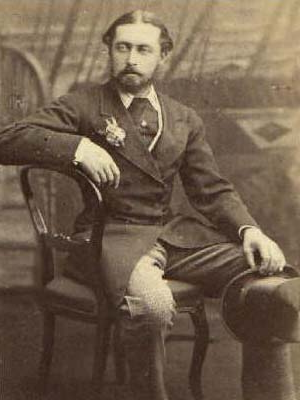
الأمير ألفريد: أول فرد من العائلة المالكة البريطانية يقوم بجولة في أستراليا.

تُعد أستراليا إحدى النظم الملكية الدستورية، ويعمل ملكها كملك للمملكة المتحدة ونيوزيلندا وكندا وإحدى عشرة دولة أخرى، كانت تابعة في السابق للمملكة المتحدة، بالإضافة إلى بابوا غينيا الجديدة، التي كانت تتبع أستراليا. تعمل هذه الدول باستقلالية، وتُعرف باسم عوالم الكومنولث. شهد تاريخ النظام الملكي الأسترالي تحولًا في العلاقات مع الملك والحكومة البريطانية.
اكتشف القبطان جيمس كوك الساحل الشرقي لأستراليا في عام 1770 في عهد جورج الثالث ملك المملكة المتحدة وبتعليمات منه. تأسست مستعمرة نيو ساوث ويلز، تحت السيادة البريطانية، بعد ثمانية عشر عامًا، تليها خمس مستعمرات أخرى: تاسمانيا (1825)، وأستراليا الغربية (1829)، وأستراليا الجنوبية (1836)، وفيكتوريا (1851)، وكوينزلاند (1859).

## الزيارات الملكية ما قبل الفيدرالية 1901
أصبح الأمير ألفريد، الابن الرابع للملكة فيكتوريا، أول عضو في العائلة المالكة يزور مستعمرات أستراليا الناشئة. امتدت زيارته، بقيادة سفينة جلالتها غالاتيا، لخمسة أشهر في عام 1867. زار أديلايد، وملبورن، وبريزبان، وتاسمانيا، وسيدني. كتبت صحيفة ملبورن أرغوس في 26 نوفمبر 1867: «لم ترى [مستعمرة] فيكتوريا على مدى الثلاثين عامًا يومًا أكثر إشراقًا من الأمس. إذ نزل على شواطئنا أمير ملكي، ابن أعظم وأنبل ملكة جلست على عرش الإمبراطورية البريطانية، وتمتع بكرم ضيافتنا. ونحن فخورون أننا قدمناه له تكريمًا يليق بأنفسنا وبالعائلة التي يمثلها».
وقعت، في زيارته الثانية إلى سيدني، محاولة الاغتيال الوحيدة ضد أحد أفراد العائلة المالكة في أستراليا. بينما كان الأمير يتنزه في كلونتارف بالقرب من سيدني، اقترب هنري جيمس أوفاريل، رجل أيرلندي الأصل، من ألفريد وأطلق النار عليه، فأصابه برصاصة في عموده الفقري. تسبب الهجوم بحدوث حالة من الشعور بالسخط والعار في المستعمرة، ما أدى إلى موجة من المشاعر المعادية للأيرلنديين. حضر، في اليوم التالي، نحو 20 ألف شخص مؤتمرًا للاحتجاج على «غضب الأمس»، إذ انزعج الأستراليون من قلة الاهتمام الموجه إلى مستعمراتهم.
صوتت الجمعية التشريعية لنيو ساوث ويلز، بعد أن أمضى الأمير خمسة أسابيع في المستشفى، بالموافقة على إقامة صرحًا بمناسبة هذا الحدث، «كدليل على امتنان المجتمع القلبي على تعافي صاحب السّمو الملكي»، الذي أصبح مستشفى الأمير ألفريد. منح الأمير استخدام شعاره كشعار للمستشفى، وحصلت المؤسسة فيما بعد على التصنيف الملكي من الملك إدوارد السابع في عام 1902.
بعد أربعة عشر عامًا من وصول الأمير ألفريد، وصل أبناء أخوته، الأمير جورج والأمير ألبرت للقيام بجولة في جنوب أستراليا وفيكتوريا ونيو ساوث ويلز، في حين كان الضباط البحريون على متن سفينة جلالتها باتشانت.

## الفيدرالية
أصبحت أستراليا، في 1 يناير 1901، دولة ذات سيادة ملكية.
أدى القلق العام، في النصف الأخير من القرن التاسع عشر، بشأن الدفاع والهجرة والتعريفات بين المستعمرات، إلى اجتماع ممثلي المستعمرات في ملبورن عام 1889. اتفقوا من حيث المبدأ، بعد سيطرة «أبو الفيدرالية»، السير هنري باركس، رئيس وزراء نيو ساوث ويلز، على اتحاد المستعمرات الأسترالية تحت التاج البريطاني.
أدت سلسلة من الاتفاقيات الدستورية إلى تأليف دستور قدمه الأستراليون بعد ذلك إلى لندن. اتحدت، في 1 يناير 1901، المستعمرات الأسترالية الست في مستعمرة واحدة تتمتع بحكم ذاتي في الإمبراطورية البريطانية. جاء ذلك عقب منح الملكة فيكتوريا الموافقة الملكية على قانون دستور كومنولث أستراليا في 9 يوليو 1900. أُشير إلى أستراليا لاحقًا، منذ خمسينات من القرن العشرين فصاعدًا، بوصفها مملكة للتاج، بعد أن كانت دومينيون منذ عام 1907، ليتساوى بذلك وضع أستراليا مع وضع البلدان الأخرى تحت حكم التاج المشترك، وهو ما دخل حيز النفاذ مع صدور تشريع وستمنستر لعام 1931.
عاد الأمير جورج (أمير ويلز الذي أصبح لاحقًا الملك جورج الخامس)، في عام 1901، لافتتاح أول برلمان لكومنولث أستراليا في ملبورن.
زار الأمير إدوارد، أمير ويلز (الملك إدوارد الثامن لاحقًا)، أستراليا، في عام 1920. أطلق عليه العامة لقب «أمير الديغر» (كلمة ديغر في العامية الأسترالية تعني جندي أسترالي يتمتع بسمعة خاصة في الشجاعة والنزاهة).
زار الأمير ألبرت (الملك جورج السادس لاحقًا) أستراليا، في عام 1927، لافتتاح أول جلسة برلمانية بمبنى البرلمان بالعاصمة الأسترالية كانبرا.
جاء الأمير هنري دوق جلوستر، للمساهمة في الاحتفالات بالذكرى المئوية لتأسيس ولاية فيكتوريا في عام 1932. عُين، في عام 1945، حاكمًا عامًا للكومنولث، خلافًا لنصيحة الحكومة الأسترالية. كان العضو الوحيد في العائلة المالكة الذي شغل منصب نائب الملك في أستراليا.

## الحركة الانفصالية
ترددت مستعمرة أستراليا الغربية، المعزولة والغنية بالمعادن، في الانضمام إلى الفيدرالية. لا يدرج الدستور أستراليا الغربية كواحدة من الولايات الأصلية. أدى السخط على الفيدرالية إلى إجراء استفتاء في 8 أبريل 1933. صوت شعب أستراليا الغربية، ردًا على السؤال «هل أنت مؤيد لانسحاب ولاية أستراليا الغربية من الكومنولث الفيدرالي الذي أُنشئ بموجب قانون كومنولث أستراليا الدستوري (الإمبراطوري)؟»، بالإيجاب بنسبة اثنين إلى واحد.
أدى الاستفتاء إلى تولي حكومة حزب العمال الانفصالية، بقيادة فيليب كولير، السلطة. أرسلت الحكومة الجديدة، في عام 1934، وفدًا إلى لندن لتقديم التماس إلى الملك جورج الخامس والبرلمان البريطاني لإلغاء قانون دستور كومنولث أستراليا لعام 1900. كان من شأن هذا القانون أن يُحل الكومنولث، ويترك للولايات حرية الاتحاد من جديد أو عدم الاتحاد كما تشاء. نظرت لجنة مشتركة من مجلس اللوردات ومجلس العموم في الالتماس، ورفضته في عام 1935. قامت بذلك على أساس أنها لا تستطيع إلغاء القانون دون موافقة البرلمان الفيدرالي.

## تنازل إدوارد الثامن
تنازل إدوارد الثامن عن العرش، في 10 ديسمبر 1936، بعد أن أصبح واضحًا أن الحكومتين البريطانية والدومنيون لن تقبلا زواجه من المطلقة الأمريكية واليس سيمبسون. تطلب تشريع وستمنستر لعام 1931 استشارة حكومات الدومينيون في المسائل المتعلقة بالخلافة. اقترح مكتب الدومينيون في لندن، على حكومات أستراليا ونيوزيلندا وجنوب أفريقيا والهند وكندا، ثلاثة حلول للأزمة:
- زواج الملك من سيمبسون سيجعل منها لاحقًا ملكة.
- الزواج المرغنطي (لن تحصل سيمبسون على لقب أو مرتبة الملكة، ولن يكون لها الحق في الخلافة).
- تنازل الملك.

اختارت أستراليا وجنوب أفريقيا وكندا التنازل عن العرش. لم يكن لدى الهند ونيوزيلندا رأي صارم. وفقًا لما كتبه هارولد لاسكي في صحيفة نيويورك تايمز:
لا تتعلق المسألة بشخصية الملك. ولا تتعلق بشخصية رئيس الوزراء. ولا يعنيها الحكمة، أو عدم الحكمة، في قرار الزواج الذي اقترحه الملك. ولا ضغط الكنائس أو الأرستقراطية المعادية لهذا الزواج. المسألة هي حتمية عدم إيجاد سابقة من هذه القضية يجعل من السلطة الملكية مرة أخرى مصدرًا للسلطة السياسية المستقلة في الدولة.
كان الاستقلال الدستوري للدومينيون، وفقًا لهذا الرأي، على المحك. أظهر هذا الحدث الاستقلال القانوني لممالك الدومينيون التي أنشأها قانون وستمنستر.